# 気象観測船

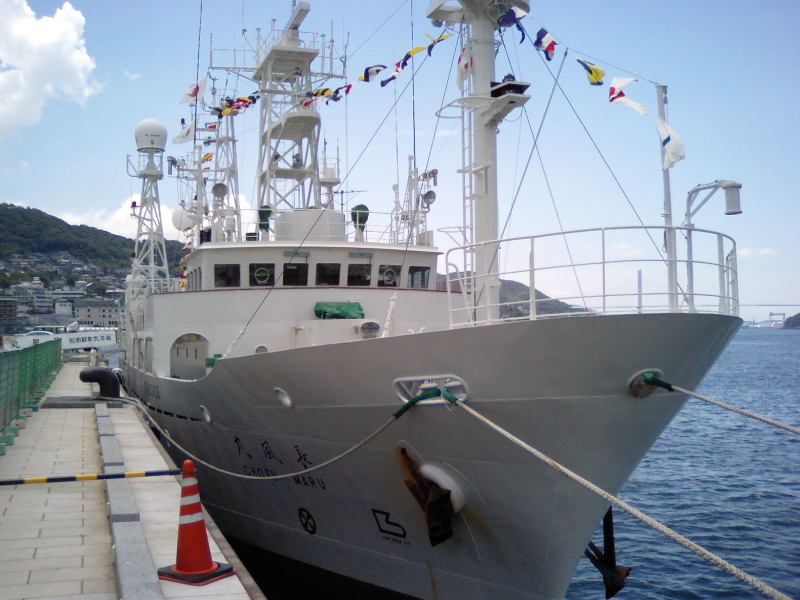
2010年に引退した、長崎海洋気象台の気象観測船「長風丸」。一般公開のため国際信号旗による満艦飾が施されている。2008年撮影。

気象観測船（きしょうかんそくせん）または海洋気象観測船（かいようかんそくせん）は、気象観測を行う船である。1960年代以降、この役割は人工衛星、長距離航空機、海洋気象ブイなどに取って代わられたところが大きい。

## 各国の気象観測船

### 日本
日本では1920年代から船舶による気象観測を行っており、1937年に最初の大型気象観測船「凌風丸」（初代）を建造、2010年8月現在も気象庁本庁が「凌風丸」（3代目）と「啓風丸」の2隻を運用している。凌風丸と啓風丸は赤道や東経165度線までに及ぶ北西太平洋の広い範囲を航海し、海上気象・海洋の観測を行う。以前はこの2隻のほか、3箇所の海洋気象台に、小型の気象観測船がそれぞれ1隻ずつ配備され日本近海の観測に当たっていたが、2010年3月に引退となった。また、これにともない啓風丸も神戸海洋気象台から本庁に移管された。
気象庁
- 凌風丸（本庁） - 1380トン、1995年竣工。
- 啓風丸（神戸海洋気象台→本庁） - 1483トン、2000年竣工。
- 高風丸（函館海洋気象台） - 487トン、1988年竣工、2010年廃止。
- 長風丸（長崎海洋気象台） - 430トン、1987年竣工、2010年廃止。
- 清風丸（舞鶴海洋気象台） - 484トン、1993年竣工、2010年廃止、民間企業へ売却。その後アメリカの企業を通じてシーシェパードが購入し、2012年に抗議船として使用すると発表した[1]

民間気象会社 ウェザーニューズ
- SHIRASE (元三代目南極観測船)

### 韓国
韓国では、小型の実習船を改造した「気象2000号」(150トン級)を1999年から運用してきたが、2011年5月、新たに「気象1号」(498トン級)が就航した。

### ノルウェー
ノルウェーでは、気象研究所が北緯66度・東経2度の位置に気象観測船「ポーラーフロント」、別名「M（マイク）気象台」を配置、運用を続けている。これは、国際民間航空機関(ICAO) が1948年に完成させた海上気象台ネットワークを構成していた13隻の観測船の一つであり、他の観測船による気象観測が1990年に終了した後も、マイク気象台だけが唯一観測を続けている。

### アメリカ合衆国
アメリカ合衆国では、アメリカ海洋大気庁士官部隊が気象観測船19隻と気象観測用航空機12機を運用している。